# Строимир
Стро́имир (серб. Стројимир; 848—890) — жупан Сербии с 860 года, второй сын сербского князя Властимира.

## Биография

### Правление
Строимир правил небольшой удельной областью в Сербии, местонахождение которой неизвестно.
Во время правления Строимира и его братьев, великого князя Мутимира и Гойника, была завершена христианизация сербских племён. По инициативе Строимира у Сербии появились собственные государственные символы, являющиеся сегодня самым древним доказательством основания сербского государства в IX веке. Его золотая печать с греческой надписью «Да хранит Бог Сербию» была куплена сербским правительством на аукционе в Мюнхене 11 июля 2006 года за 20 000 евро.
Строимир вместе со своими братьями Мутимиром и Гойником отбил нападения булгар под предводительством хана Бориса I. После мира с болгарами среди братьев произошла усобица, в которой победил Мутимир. Он отправил Строимира и Гойника в Болгарию. Их дальнейшая судьба неизвестна.

### Брак и дети
- Имя жены Строимира не известно. Сын:
  - Клонимир Строимирович, отец князя Сербии Часлава Клонимировича,